# Lijst van vlaggen van Soedanese deelgebieden
Hieronder staat een lijst van vlaggen van Soedanese deelgebieden. Soedan bestaat uit achttien staten.

## Vlaggen van staten

Al-Jazirah
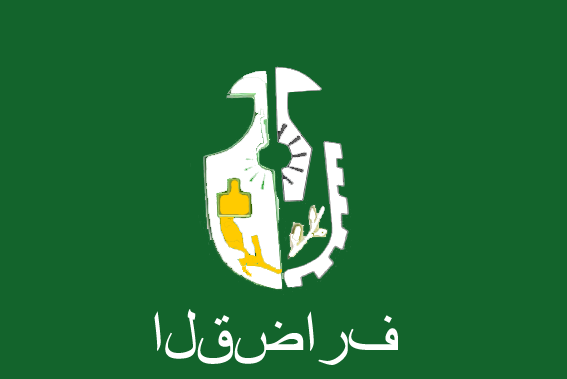
Al-Qadarif
Ash-Shamaliyah
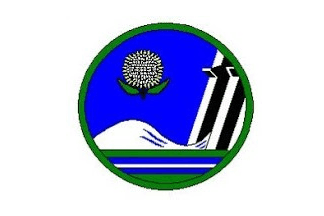
Blauwe Nijl
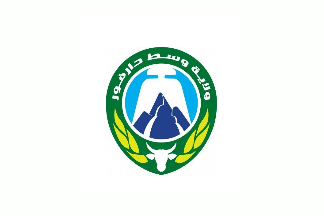
Centraal-Darfoer
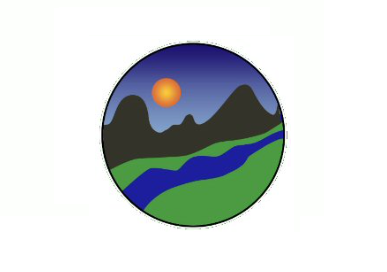
Kassala
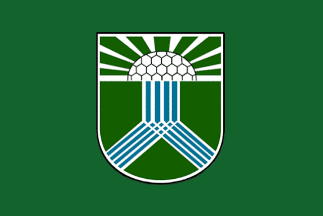
Khartoem
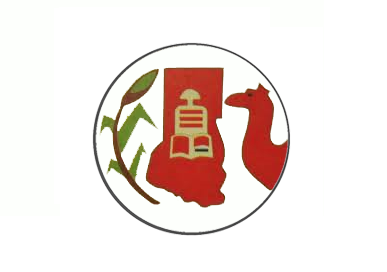
Noord-Darfoer
Noord-Kordofan
Oost-Darfoer
Nijl
Rode Zee
Sennar
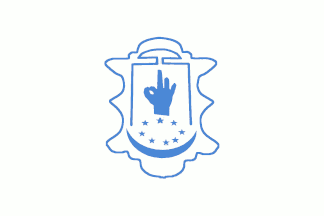
West-Darfoer
West-Kordofan
Witte Nijl
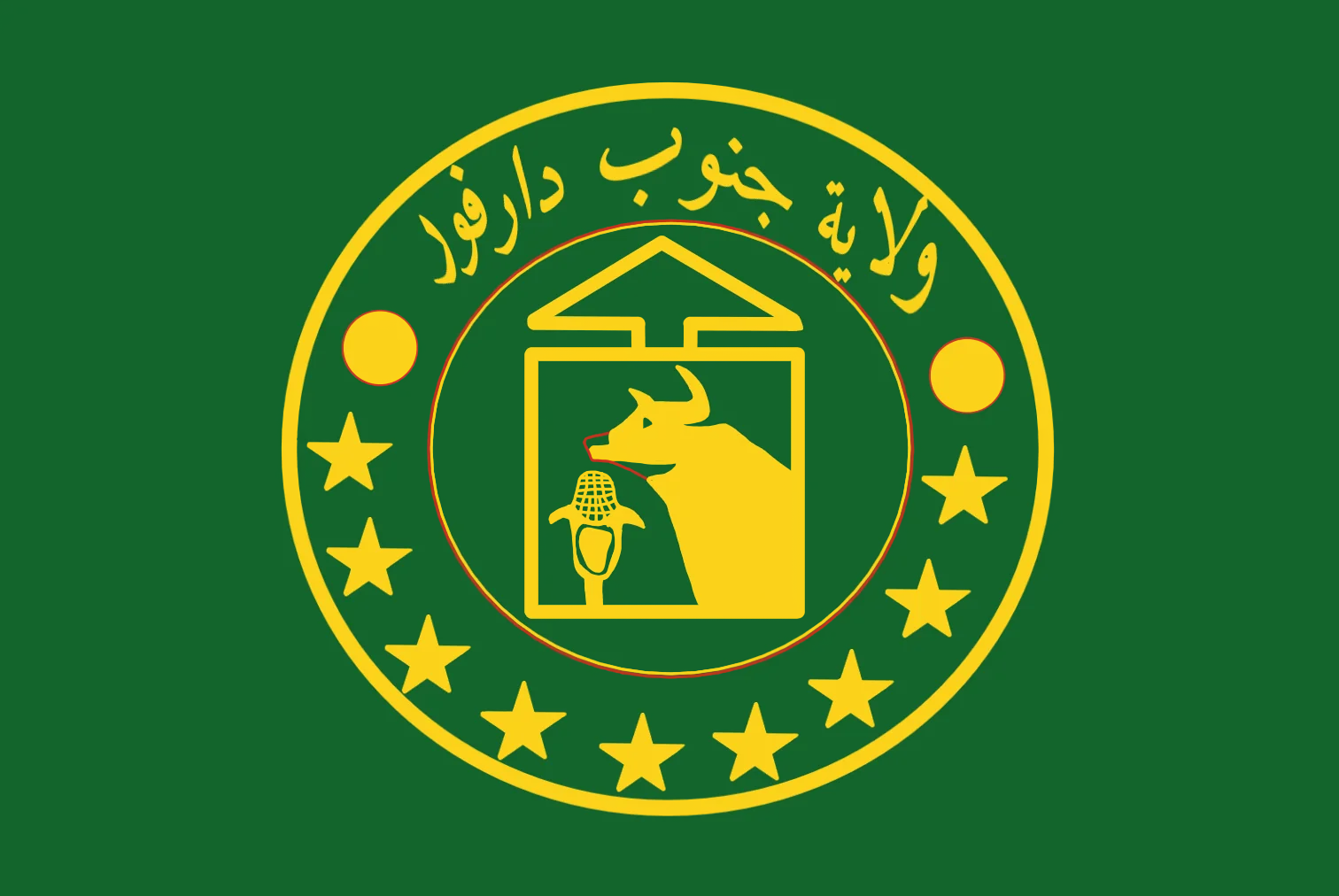
Zuid-Darfoer
Zuid-Kordofan

## Vlaggen van regio's

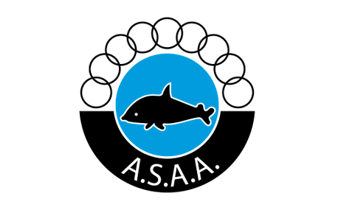
Abyei

## Vlaggen van voormalige provincies

Kordofan